# Michael Olunga
Michael Olunga Ogada (ur. 26 marca 1994 w Nairobi) – kenijski piłkarz, występujący na pozycji napastnika w katarskim klubie Al-Duhail SC oraz w reprezentacji Kenii. Uczestnik Pucharu Narodów Afryki 2019.